# Jonas Elmer (football)
Pour les articles homonymes, voir Jonas Elmer et Elmer.
Jonas Elmer est un footballeur suisse né le 28 février 1988 à Zurich. Il évolue au poste de défenseur latéral gauche.

## Parcours
Le 2 août 2013, Elmer signe avec la MLS et rejoint le Toronto FC.

## Clubs successifs

### Juniors
- -2005 : Grasshopper Zürich  Suisse
- 2005-2007 : Chelsea  Angleterre

### Professionnels
- 2007-2010 : FC Aarau  Suisse
- 2010-.... : FC Sion  Suisse

## Palmarès
- Vainqueur de la Coupe de Suisse en 2011 avec le FC Sion